# Tamera Marie Lagac Szijarto
Tamera Marie Lagac Szijarto là một nữ hoàng sắc đẹp và doanh nhân đến từ Philippines. Cô có một nửa dòng máu Hungary. Cô đăng quang Hoa hậu Trái Đất Philippines 2004 và đại diện cho quốc gia này tại đấu trường Hoa hậu Trái Đất 2004. Tại đây, cô lọt vào Top 8. Cô là thí sinh đầu tiên đến từ Philippines có thành tích tốt nhất tại cuộc thi này. Ngoài ra, cô đoạt thêm giải Miss Creamsilk và Texter's Choice Award.
Tamera Szijarto còn là CEO và người sáng lập của tameraonline.com. Đây là cửa hàng mỹ phẩm trực tuyến đầu tiên của Philippines và cung cấp các thương hiệu trang điểm uy tín toàn cầu và Hoa Kỳ. Cô cũng được liên kết với Global Image Management, một công ty phục vụ cho các doanh nghiệp, thanh thiếu niên và các chuyên gia trong các lĩnh vực Nâng cao hình ảnh và Phát triển nhân cách.